# Parafia św. Michała Archanioła w Zakościelu
Parafia św. Michała Archanioła w Zakościelu − parafia rzymskokatolicka znajdująca się w archidiecezji lwowskiej w dekanacie Mościska.
Parafia nie posiada własnego proboszcza i jest administrowana dojazdowo przez proboszcza z parafii Mościska.